# La Chapelle-du-Bard
La Chapelle-du-Bard is een gemeente in het Franse departement Isère (regio Auvergne-Rhône-Alpes) en telt 426 inwoners (1999). De plaats maakt deel uit van het arrondissement Grenoble.

## Geografie
De oppervlakte van La Chapelle-du-Bard bedraagt 28,8 km², de bevolkingsdichtheid is 14,8 inwoners per km².
De onderstaande kaart toont de ligging van La Chapelle-du-Bard met de belangrijkste infrastructuur en aangrenzende gemeenten.

## Demografie
Onderstaande figuur toont het verloop van het inwonertal (bron: INSEE-tellingen).